# Frankfurt Flughafen Regionalbahnhof
Frankfurt Flughafen Regionalbahnhof (Frankfurt Lufthavn Regionalstation) er en underjordisk jernbanestation beliggende under Terminal 1 i Frankfurts Lufthavn. Stationen betjener hver dag cirka 10.000 passagerer (2013).